# Усть-Пинега
Усть-Пи́нега — посёлок в Холмогорском районе Архангельской области. Административный центр сельского поселения «Усть-Пинежское».

## География
Находится на правом берегу Северной Двины вблизи места впадения в неё Пинеги, в 16 км к юго-востоку от села Холмогоры и в 75-80 км от Архангельска.

## Население
| 2002 | 2005  | 2010 | 2012  |
| ---- | ----- | ---- | ----- |
| 1108 | ↗1477 | ↘837 | ↗1019 |

## История
Усть-Пинега — очень древнее поселение, наравне с Холмогорами нанесенное на карты русского Севера XII—XVI в.в.
В Уставе Святослава Ольговича от 1137 года перечисляются следующие погосты на Русском Севере, призванные контролировать торговые речные пути: Усть-Вага (на месте впадения реки Вага в Северную Двину, Усть-Емецк (впадение реки Емца в Северную Двину), некий погост с названием Пинега, а также погосты в устьях рек Тойма, Вель, Моша, Вонгуда. Все 12 погостов-становищ, перечисленных в уставе, размещаются в местах слияния двух или нескольких рек и существуют до сих пор. В Пинежском районе в настоящее время существует посёлок под названием Пинега, однако он находится на приличном удалении от устья реки, в отличие от остальных перечисленных погостов. Это даёт основания предполагать, что, возможно, устав упоминает всё-таки об Усть-Пинеге. Однако, такая трактовка данного текста достаточно неоднозначна, о чём указывается в комментариях к изданию Устава.
На карте Абрахама Ортелиуса, изданной в Голландии в 1571 году и изображающей Русский Север, напротив Холмогор (Colmogro), в устье Пинеги, находится некоторое селение под названием Pinego. Сама река Пинега обозначена, но не подписана, однако название Pinego St. подписано под Двиной.
Самое раннее задокументированное упоминание Усть-Пинеги, исключающее всякое двоякое толкование, относится к 1600 году, когда она была упомянута на голландской карте, выпущенной в Амстердаме, на которой в устье реки Пинеги указан населённый пункт под названием «Ouspinega».

Фрагмент карты Абрахама Ортелиуса 1571 года с отмеченным селением Pinego в устье неотмеченной реки, предположительно Пинеги.
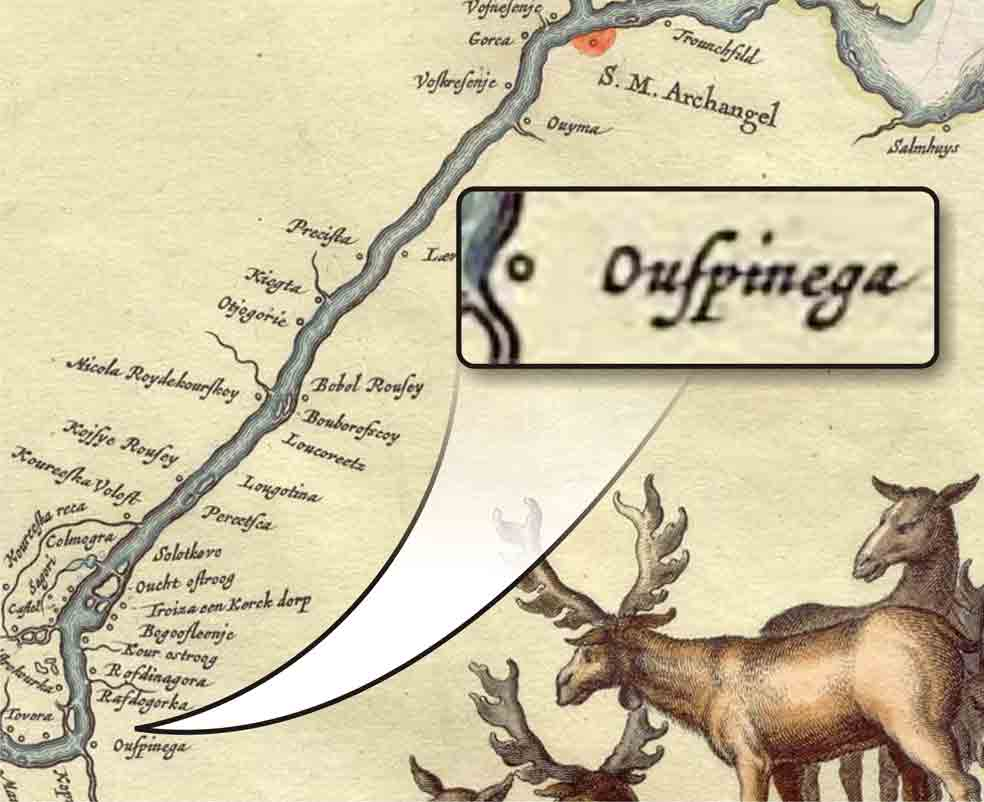
Фрагмент карты, выпущенной около 1600 года в Амстердаме с надписью «Ouspinega»
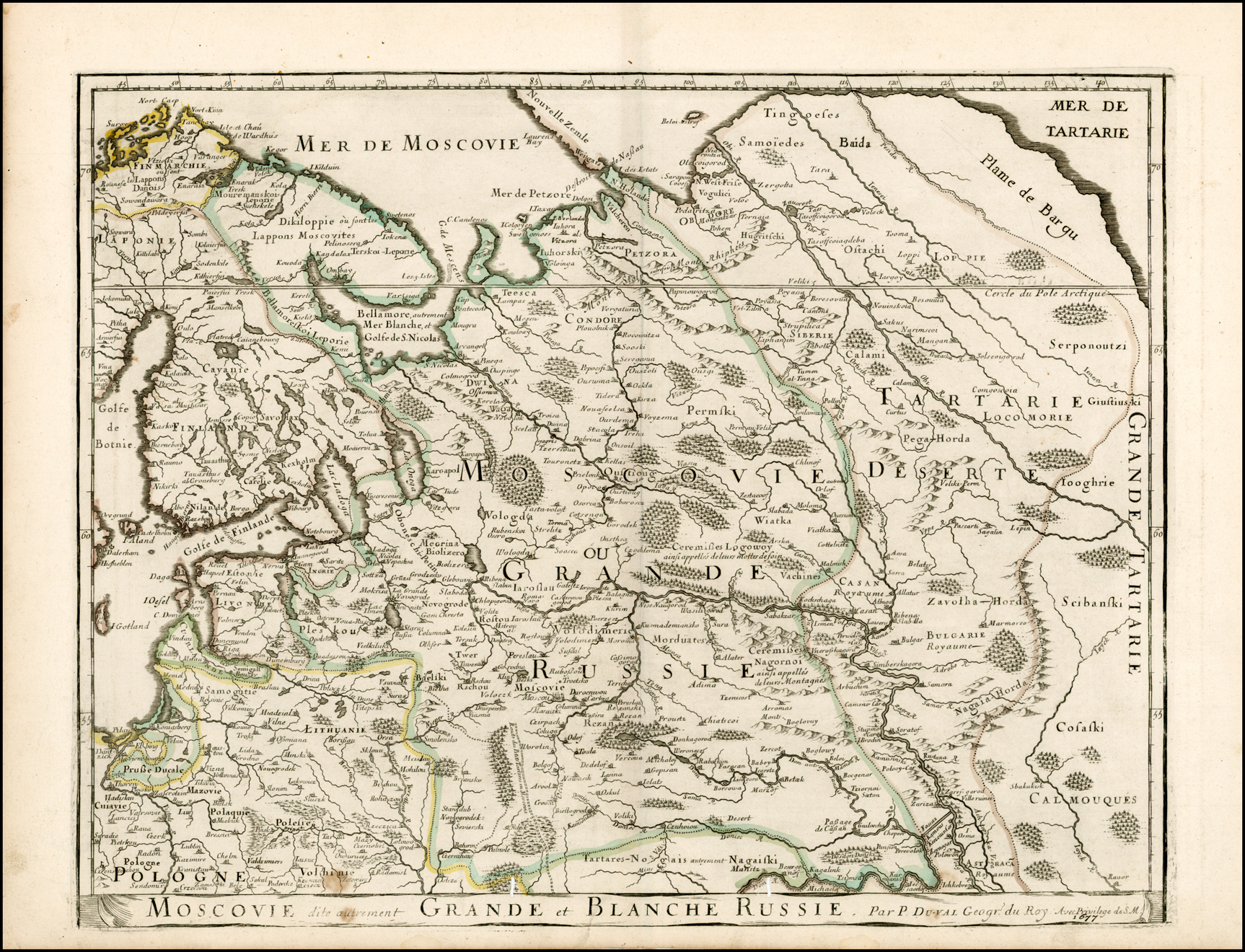
Европейская карта России (Дюваль, 1677). На Двине отмечено поселение Ouspinge. Река Пинега не изображена.

На старых картах Холмогорского уезда Архангельской губернии Усть-Пинега часто отмечается под разными названиями. Среди них встречается названия Усть-Пинегское (1792 и 1800 год), Усть-Пинегская (1821 год) и просто Пинежская (1896 год). Предположительно, такая разница вариантов связана не с названием населённого пункта, а с наименованиями почтовых станций.

1792 год
1800 год
1821 год
1896 год

В. А. Александров в своем труде «Русское население Сибири XVI—XVII вв.» (М.: Наука, 1964, с. 27) пишет, что «в конце XVI в. одной из крупных верфей речного и морского судостроения в Сибири было Верхотурье, которое производило „поиск людей для плотбища Верхотурья в уставщики“, которые бы были „плотниками добрыми — морские кочи делать умели“. Один такой человек в 1610 году объявился на Усть-Пинеге, откуда был препровожден в Сибирь».
Об умении усть-пинежан строить морские лодьи и кочи упоминает и северодвинский историк-краевед Леонид Шмигельский.
Упоминания об Усть-Пинеге как о богатом селе с довольными его местоположением обитателями содержатся в отчетах государственных деятелей императору Александру II в середине XIX века.
В 1885 году лесопромышленником Н. И. Русановым, имевшим лесопильный завод в устье реки Мезени (нынешний посёлок Окуловский), на собственные средства была построена телеграфная линия «Мезень — Усть-Пинега», связавшая Мезень и Архангельск.
Усть-пинежане в Первую Мировую войну
В списке полков Российской Императорской армии в составе 129-й пехотной дивизия при Х армейском корпусе среди Холмогорского, Мурманского и Мезенского полков упоминается и 515-й Усть-Пинежский полк, сформированный в 1915—1916 годах. Правда неясно, дано ли было ему название по месту проживания мобилизованных солдат или, по мнению Керсновского, просто потому, что у Главного штаба «закончились» крупные населённые пункты для наименования.
Период интервенции
В 1919 году в Архангельской губернии создается т. н. «Национальное ополчение Северной области», первоначально формировавшееся из архангелогородцев, способных носить оружие и добровольцев из учащейся молодежи с целью несения охранно-караульной службы в городе. Обучение вели офицеры резерва и частей гарнизона. Первоначально ополчение состояло из трёх рот (1-я, 2-я и Усть-Двинская роты) и не превышало 3—4 тысячи человек.
Подобные формирования были созданы и в уездах, в том числе 01 июля 1919 была набрана Усть-Пинежская рота.
По воспоминаниям Марушевского, в районе Усть-Пинеги генерал Айронсайд в своё время принял решение сосредоточить подчинённые ему войска, состоящие из 8-го Пинежского полка и 4-го британского полка, подчинённого полковнику Чаплину, и «решил дать красным хороший удар, чтобы дать им почувствовать нашу силу, а с другой стороны — добиться успеха, чтобы загладить впечатление потери Шенкурска и Тарасова», а также с целью захватить Карпогоры и зайти революционным войскам в тыл. Бой состоялся у Труфоновой Горы и прошел для интервентов успешно.
Спецпоселение в Рожево
В воспоминаниях некоторых людей, переживших заключение в сталинских лагерях изредка упоминается об «исправительно-трудовом лагере» в Усть-Пинеге (посёлок Рожево). Документальных фактов об этом лагере почти не сохранилось, лишь некоторые косвенные упоминания во временном промежутке между 1930 и 1942 годами, да и то, в основном, в художественных произведениях и мемуарах бывших заключённых. Судя по этим воспоминаниям, заключённые, в основном, специализировались на заготовке леса. Кроме всего, упоминается о тяжелых условиях быта и о приблизительном количестве заключенных в Усть-Пинежском «лагере» — около 15 000 человек. Однако такое число заключенных представляется маловероятным, поскольку лагерь с таким количеством человек являлся бы достаточно крупным и, соответственно, фактов и упоминаний о нём должно было сохраниться бо́льшее количество.
Вероятнее всего, в Рожево находился не ИТЛ, а спецпоселение или «трудпосёлок» для раскулаченных и бывших служителей церкви. В подобных «трудпосёлках» размещалась категория «трудпоселенцев» — советских граждан, главным образом из состава «раскулаченных», выселенных в 1930—1931 гг. и позже с мест постоянного проживания. Реальное количество поселенцев было небольшим и работали они вместе с «вольными», о чём косвенно упоминает газета «Пинежский сплавщик» (N 38 от 16.08.1930 г.), указывая на факт доброжелательного отношения местных жителей к поселенцам.

«А вот в д. Березнике, Усть-Пинеге находятся подпевалы классовых врагов, которые считают, что „не все ли равно ссыльный или простой рабочий“. Таких „голубчиков“ надо немедленно гнать из аппаратов леспромхозов. Это агенты классового врага».

В Усть-Пинежском спецпоселении отбывал часть срока (1933—1934 годы) новомученик и исповедник Русской Православной Церкви XX века Мечев Сергей Алексеевич, работая в совхозном медпункте и на общих работах.
В 1939 году, после присоединения Западных Украины и Белоруссии к СССР из этих областей было депортировано большое количество проживающих там поляков, поскольку эти территории до 1939 года принадлежали Польше. Депортированные доставлялись конвойными войсками НКВД на Север и становились категорией «осадников»-переселенцев. Часть депортированных поляков были поселены в Рожево. Депортированные поляки находились в Рожево недолго, поскольку в отношении них Указом Президиума Верховного Совета СССР 12 августа 1941 года была проведена амнистия, однако освобождение происходило постепенно.
Несмотря на недолгий срок пребывания поляков на спецпоселении, для детей была создана польская школа в Варде.
Тем не менее, условия жизни, работы и быта спецпоселенцев в Рожево, как и других трудпосёлках, были очень тяжёлыми.

## Уличная сеть
- ул. Гаражная
- ул. Дачная
- ул. Двинская
- ул. Коммунальная
- ул. Лесная
- ул. Пинежская
- ул. Пионерская
- ул. Рабочая
- ул. Сплавная
- ул. Южная

Асфальт проложен только на улице Гаражной. Остальные улицы грунтовые.

## Транспорт
Автомобильный транспорт
Наиболее часто местными жителями и гостями посёлка используется федеральная трасса М8 «Холмогоры», с которой автомобили сворачивают на холмогорскую отворотку. Через 7 км в селе Матигоры находится поворот на Усть-Пинегу, отмеченный придорожным указателем, согласно которому до паромной переправы остаётся 14 км. С этого места асфальтовое покрытие на дороге присутствует лишь в населённых пунктах, между ними покрытие исключительно грунтовое. Данная дорога проходит по низменным лугам поймы двинской протоки, в связи с чем, во время весеннего половодья, её заливает. На возвышенностях по пути на левом берегу Северной Двины находятся деревни Горка, Погост, Труфаново, Собино, Берёзы (объединяемых общим названием Быстрокурье). Дорога выходит на берег Северной Двины к паромной переправе до Усть-Пинеги.
Из достопримечательностей по пути встречаются:
- Разрушенная церковь Василия Великого в деревне Погост, заложенная в 1703 году (закончена в 1740 г.), является характерным памятником холмогорской школы зодчества. Закрыта в конце 1930-х годов, после чего использовалась в хозяйственных целях, а потом и вовсе заброшена. Восстановление начато в 2006 году[27].
- Памятник местным жителям-воинам Великой Отечественной войны в д. Горка.

Ежедневно из Архангельска до Усть-Пинеги по трассе М-8 отправляется автобус 516, время отправления 07.30 и 15.30. Из Северодвинска автобус ходит лишь по пятницам и воскресеньям.
Вторая автомобильная дорога, ведущая непосредственно в Усть-Пинегу — автодорога «Архангельск — Белогорский — Пинега — Кимжа — Мезень». Согласно придорожным указателям расстояние от центра Архангельска до поворота на Усть-Пинегу составляет 114 километров. От Архангельска до деревни Ценовец (50 километров) дорога покрыта асфальтом, после — грунтовка (30 километров), после реки Большая Юра на протяжении 25 километров опять асфальт до развилки на посёлок Белогорский.
Из-за некачественного состояния дорожного покрытия автомобилисты предпочитают пользоваться этой дорогой в редких случаях и преимущественно в межсезонье, когда ледовая переправа через Двину ещё не намерзла.
Из достопримечательностей по пути — музей деревянного зодчества Малые Корелы.
Железнодорожный транспорт
До Усть-Пинеги можно добраться поездом № 668 «Архангельск—Карпогоры». Время отправления из Архангельска в 16:30 (вт, чт, пн, вс). Время следования в пути 2 часа 42 минуты, стоянка на станции Паленьга — 2 минуты. Расстояние от станции до Усть-Пинеги составляет 25 километров.
В советское время от станции Паленьга до Усть-Пинеги ходил рейсовый автобус. В настоящее время из-за низкой рентабельности он отменен и со станции можно добраться только на индивидуальном автотранпорте.
Речной транспорт
Ранее из Архангельска до усть-пинежской пристани можно было добраться с помощью теплоходов на подводных крыльях «Ракета», курсирующих по Двине от Архангельска до Котласа и принадлежащих Северному речному пароходству. Однако в 1992 году данный маршрут был свернут и в настоящее время «Ракеты» по Двине уже не ходят.
Сейчас речной транспорт в Усть-Пинеге представлен паромом «Двиносплав-230», курсирующим между правым и левым берегом реки и обеспечивающим перевозку транспорта и людей.

## Топливно-энергетическое обеспечение
Обеспечением подачи тепла и электроэнергии в Усть-Пинеге занимаются две котельных, работающие на каменном угле и дровах и принадлежащая ОАО «Усть-Пинежское». Число работников компании составляет 97 человек. Также один из двух панельных арбалитовых домов имеет свою отдельную котельную.
Тепловая сеть по причине известнякового основания почвы проведена поверхностно вдоль улиц, заизолирована дощатыми коробами и утеплена опилком.

## Архитектура
Дома в посёлке в основном одно- и двухэтажные деревянные, из бруса. Исключениями являются два двухэтажных жилых дома из арболита, построенные в конце 1970-х годов и здания Усть-пинежской средней школы и котельной, построенные из кирпича.

## Экономика
До 1928 года в поселке Усть-Пинега, среди прочих вариантов, рассматривался вариант постройки целлюлозного комбината, однако в сентябре 1928 года выездная комиссия, осмотревшая будущие строительные площадки приняла решение в пользу деревни Талаги по причине наличия железнодорожных путей и удобства заложения фундамента. Однако в будущем этот проект так и не был осуществлён.
С 30 мая 1931 года до 1993 года (по другим сведениям до 1994) основой экономики посёлка была за́пань на реке Пинеге, находящаяся в посёлке Печки. С началом работы Усть-Пинежской запани связано появление поблизости посёлков Печки, Рожево и Варда.
В свои лучшие годы запань перерабатывала до полутора миллионов кубометров древесины в год. На предприятии были заняты более 600 рабочих, ежегодно по организованному набору из других республик, в основном, из Украины, на сплавной сезон с мая по октябрь прибывали до 500 человек. Работали в три смены, только в одну смену могли быть заняты на различных работах до двухсот человек..
Запань находилась в ведении сплавконторы треста «Двиносплав». Основные виды работ, выполнявшихся на запани:
- Сортировка леса
- Упаковка леса в «пучки»
- Комплектование плотов для дальнейшей отправки буксирами по реке на лесозаводы Архангельска.

Наряду с другими запанями на Северной Двине Усть-Пинежская запань являлась важным звеном лесной промышленности Архангельской области.
Из-за развала промышленности и запрета в 1993 году молевого сплава, запань была демонтирована, после чего экономика поселка стала стремительно приходить в упадок. В последнее время ведутся разговоры о возобновлении молевого сплава по Пинеге, что вполне сможет оживить экономическую ситуацию в регионе.
Основными работодателями в посёлке являются ОАО «Усть-Пинежское», Усть-Пинежский леспромхоз, Усть-Пинежская школа, ООО «Жилкомсервис» и несколько индивидуальных предпринимателей в сфере торговли и лесопереработки. Большая часть населения уезжает на заработки в другие населённые пункты области.

## Гидрологический пост
С 1881 года в Усть-Пинеге разместился гидрологический пост Северо-Двинской устьевой станции Архангельского центра по гидрометеорологии и мониторингу окружающей среды, систематические наблюдения на котором идут до сих пор, уже на протяжении 130 лет. Данный пост является одним из самых важных по причине того, что в месте впадения Пинеги Северная Двина делает резкий изгиб, в месте которого во время ледохода возникают ледовые заторы, что чревато большим разливом и наводнениями.

## Усть-Пинежская школа
Усть-Пинежская школа открылась в 1908 году и первоначально находилась в обычном деревенском двухэтажном доме. После войны, в 1946 году, школа была реорганизована в семилетнюю.
В 1951—1952 учебных годах семилетняя школа, в рамках реформы образования, преобразована в среднюю школу, и переехала в новое здание на улице Гаражная, д. 30. В это время в ней обучается 316 учащихся, сама школа работает в три смены, из которой первые две — школьники, а третья — школа рабочей молодежи.
В 1965—1966 учебном году в школе пик численности учеников за всю её историю — 692 ученика, территория школы занимает три здания, в которых идут занятия. В 1973 году построено и введено в эксплуатацию новое здание школы. В школе обучаются 583 ученика в 20 классах. С 1949 до 2000 годы при школе функционировал интернат, где проживали дети из близлежащих деревень Заря, Селище, Быстрокурья, Вавчуга, Н. Паленьга, В. Паленьга, Кузомень, Леуново, Гбач и поселков Белогорский и Светлый.
В 2007 году школа вошла в число победителей приоритетного национального проекта «ОБРАЗОВАНИЕ» и получила для нужд развития 1 миллион рублей.
Директора школы:
- Тормосов Арсений Афанасьевич. С августа 1950 по август 1960 годов[38].
- Павлова Капиталина Николаевна. С 20 августа 1960 года по 1 ноября 1983 года[39].

## Усть-Пинега в литературе и искусстве

В. В. Переплетчиков. Часовня в селении Усть-Пинега Архангельской губернии. Тушь, перо. 1917. Иллюстрация для книги «Художник Василий Переплетчиков. Север. Очерки русской действительности». Книгоиздательство писателей в Москве, 1917

Летом 1900 года Усть-Пинегу посетил известный собиратель фольклора Александр Дмитриевич Григорьев (1874—1940), автор трехтомника «Архангельские былины и исторические песни», третий том которого в 1910-м году был удостоен золотой Пушкинской медали. В своей книге воспоминаний «Пинежский край и былинная традиция в нём» он упоминает, что в Усть-Пинеге уже в то время находилась пристань для пароходов и шла бойкая торговля лесом.

«…обратный путь я совершил по прежней дороге, причем от Ве́рколы до д. Усть-Пинеги ехал на лошадях, а от д. Усть-Пинеги до Архангельска на пароходе.»

«…наиболее зажиточные крестьяне сами покупают у казны лес, затем рубят и сплавляют его и наконец продают купцам в д. Усть-Пинеге или даже в Архангельске, если в Усть-Пинеге дают за него мало.»

Писатель Андрей Иванович Фирсов в рассказе «По рекам Вологде, Сухоне и Северной Двине», описывающем его путешествие по северным рекам на пароходе «Преподобный Зосима», напечатанном в Историческом вестнике в октябре-декабре 1907 года, (№ 11-12) упоминает о наличии деревянной церкви в Усть-Пинеге, которая не сохранилась до настоящего времени.

«Около 7 часов вечера пароход „Зосима“ имел последнюю остановку у села Усть-Пинеги. Село, как показывает самое название, находится при устье реки Пинеги, впадающей в Двину справа. Пристань притулилась у высокого обрывистого берега, заросшего соснами и елями. Видна небольшая старинная деревянная церковь. Пинега течет среди высоких, густолесых берегов и славится стерлядями и семгой. На её берегах, в селе Суре, родился отец Иоанн Кронштадтский».

Картина В. В. Переплётчикова с изображением Усть-Пинеги (1908 год)

Фёдор Абрамов упоминает об Усть-Пинеге в своем дебютном романе 1958 года «Братья и сёстры»:

Заготовлял лес по подряду — лошадь хозяйскую бревном придавило, едва расплатился; повел плоты в Усть-Пинегу по большой воде — под Труфановой горой на ямах растрепало по бревнышку…

а также в романе «Две зимы и три лета», написанном в 1968 году:

Если бы спросили его, Михаила, он бы порассказал, как они с этим юным патриотом отправлялись на лесозаготовки… А когда это отец успел вручить ему свой стахановский топор? Отец‑то у него на сплаве, на Усть‑Пинеге был, когда война зачалась. Оттуда, со сплава, его и на войну взяли.

Художник Василий Васильевич Переплетчиков, член Северного кружка любителей изящных искусств, в 1908 году изобразил Усть-Пинегу в своей картине «Северная деревня», а также тушью и пером изобразил усть-пинежскую часовню (ту самую «церковь» о которой упоминал Фирсов) в иллюстрации к собственной книге «Художник Василий Переплетчиков. Север. Очерки русской действительности», изданной книгоиздательством писателей в Москве в 1917 году.
Летом 1972 года Усть-Пинегу посетил известный поэт Константин Ваншенкин, автор знаменитых песен «Я люблю тебя жизнь» и «Алёша», в рамках своей поездки на Север с целью повидать фронтового друга. Вместе с Ваншенкиным в Усть-Пинеге побывал и композитор Ян Френкель. В результате поездки родилась песня «По Северной Двине» — музыку написал Ян Френкель на стихи Константина Ваншенкина.

## Формация Усть-Пинега
В честь Усть-Пинеги названа геологическая формация, простирающаяся вдоль берегов р. Онега и содержащая многочисленные окаменелости Эдиакарской биоты.